# سعد حوري
سعد حوري وهو نائب المدير التنفيذي لمنظمة الأمم المتحدة للطفولة (اليونيسف). تم تعيينه في هذا المنصب من قبل الأمين العام للأمم المتحدة بان كي مون في كانون الأول 2007، من مواليد مدينة بيروت عام 1952 حاصل على الجنسية الكندية.

## دراسته ومسيرته المهنية
حصل حوري على درجة الماجستير في علم الأمراض العصبية من جامعة لندن وعلى بكالوريوس العلوم في البيولوجيا من الجامعة الأمريكية في بيروت وعمل فيها بعد ذلك. يتكلم بطلاقة العربية والإنجليزية والفرنسية.
عُرض عليه الانضمام إلى اليونيسف فقبل تعيينه في منصب نائب المدير التنفيذي، وشغل منصب مدير قسم السياسات والتخطيط في اليونيسيف في عام 1978 في الأردن. كما شغل العديد من المناصب في اليونيسيف، كان رئيس المكتب في دمشق وعدن وواغادوغو. عمل في أبيدجان كمسؤول تخطيط إقليمي وفي عمان كنائب المدير الإقليمي ثم تولى منصب مدير المكتب الإقليمي للشرق الأوسط وشمال إفريقيا. كما تولى العديد من المهمات في بوركينا فاسو وكوت ديفوار واليمن وسوريا ولبنان.
عمل أيضًا كمعار في (أجفند) في الرياض حيث قام بإنشاء وإدارة قسم البرامج (1983-1988) البنك الدولي وبرنامج الخليج العربي لمنظمات الأمم المتحدة الإنمائية.
وفي الفترة من عام 1992 إلى عام 1996 ، في فترة استراحة من اليونيسف، قام بمهام واستشارات خاصة للبنك الدولي واليونيسيف.